# Manuela Solís
Manuela Solís Clarás (Valencia, 1862-Valencia,1910) fue una ginecóloga española, la primera universitaria valenciana y primera mujer que obtuvo la licenciatura en medicina en la Universidad de Valencia.
Con dieciséis años, realiza el examen de ingreso en el Instituto de Valencia. Fue una de las primeras mujeres en cursar en ese centro estudios de Bachillerato, que termina con la calificación de excelente, pese a un clima hostil a la educación femenina. Igualmente fue pionera en el acceso a la educación superior. Entre 1882 y 1883 hace la preparatoria de medicina a la Universidad. En 1889 obtiene la licenciatura en medicina, también con calificaciones de excelencia.
Se muda a Madrid, e ingresa como practicante en el Instituto Rubio del Hospital Universitario de la Princesa. Allí amplía los conocimientos en ginecología y obtiene en 1905 el doctorado con las máximas puntuaciones, defendiendo la tesis: «El cordón umbilical». En 1891 se instala en París, donde se destaca como profesional entre importantes investigadores de la época, como lo fueron Pinard, Tarnier, y Varnier. Posteriormente retorna a Valencia, donde se establece como ginecóloga, y obtiene un gran reconocimiento por parte de la alta sociedad de la época.
Un año más tarde, debido a su matrimonio se traslada nuevamente a Madrid. Esos primeros tiempos fueron difíciles, ya que la sociedad de la época no solo no veía con buenos ojos que una mujer casada trabajara, sino que tampoco aceptaba la validez profesional de una mujer en el mundo de la medicina. Sin embargo, Solís Clarás persistió en su vocación y finalmente encontró un reconocimiento del entorno.
En abril de 1906, fue elegida miembro de la Sociedad Ginecológica Española, y combinó así las tareas clínicas con las de la investigación. Como fruto de su actividad publicó una obra titulada Higiene del Embarazo y de la primera infancia, que fue prologada por Santiago Ramón y Cajal, el cual expresamente alababa el valor científico de la obra, y la excelencia y habilidad científica de la autora.